# ET Multimedia
Die ET Multimedia AG, kurz ETM, mit Sitz in Wien, war Österreichs größter Spezialzeitschriften- und hinter der News-Gruppe zweitgrößter Magazinverlag. 1991 in Wien als Wirtschafts-Printmedien GmbH gegründet, wurde sie 1999 von der Radda & Dressler-Gruppe für deren Wirtschafts-Printaktivitäten aufgekauft und in eine Aktiengesellschaft umgewandelt. In dieser Form existierte sie bis zur Übernahme durch die Styria Medien AG im Jahr 2005.

## Geschichte

### Die Anfänge
Im Jahr 1991 erfolgte die Gründung der Wirtschafts-Printmedien GmbH, die unter anderem das 1987 von Friedrich Radinger gegründete Wirtschaftsmagazin Option von der Verlagsgruppe Handelsblatt GmbH & Co. KG übernahm. Nach der Gründung des Immobilienmagazins 1992 folgte im darauffolgenden Jahr die Gründung der New Business Verlag GmbH, die das Magazin New Business vertrieb. Im Oktober 1995 erschien die Erstausgabe des WirtschaftsBlatts, an dem das Unternehmen zu 50 Prozent beteiligt war. Zwei Jahre später erfolgte die Gründung der „How to spend it“ Zeitschriften Verlag GmbH, durch die das Engagement im Special-Interest- und Spartensektor verstärkt wurde.

### Übernahme durch Radda & Dressler und ETM-Gründung
Nachdem im November 1999 das Magazin Wiener von der Radda & Dressler-Gruppe (R & D) für kolportierte 15 Millionen Schilling gekauft worden war, sollte das Magazin nach einem Relaunch ab Februar 2000 neupositioniert als Lifestyle-Magazin für Männer wieder erscheinen. Für den Neustart wurde von R & D ein Budget von 22 Millionen Schilling festgelegt. Im Februar 2000 gründete die R & D-Verlagsgruppe die ET Multimedia AG, um in dieser ihre Wirtschafts-Printaktivitäten zu bündeln. Als Gründungsgesellschafter traten neben Chris Radda und Andreas Dressler auch der frühere Handelsblatt-Manager Axel Mader und der Mitbegründer der „Wiener Beiselszene“ Germanos Athanasiadis in Erscheinung. In der ET Multimedia AG wurden die R & D-Publikationen und -Beteiligungen wie Option, New Business, Immobilienmagazin, die How to spend it-Titel (Special-Interest-Zeitschrift) und die 50-prozentige Beteiligung am WirtschaftsBlatt (die anderen 50 % hielt die schwedische Bonnier AB) zusammengefasst. Der Plan sah vor, dass das neue Unternehmen 2003 auf einen Umsatz von einer Milliarde Schilling kommen sollte. In weiterer Folge kam es zu Beteiligungen an anderen Medienunternehmen; im November 2000 etwa stieg ETM mit 51 Prozent in den CDA Verlag (CDAustria-Verlag und HandelsgesmbH) ein.
Anfangs nur für Wirtschaftsmedien vorgesehen, gliederte die ET Multimedia ab 1. Jänner 2001 auch die R & D-Lifestyle-Medien sowie die Handels- und Produktionsgeschäfte der R & D-Verlagsgruppe ein und hatte damit alle Medien ihrer ehemaligen Konzernmutter übernommen. Neben den Publikationen Diva, WIENER, Wohnen, City – Stadtzeitung für Wien und Auftragsprodukten für Kunden wie Diners Club, max.mobil., die bei R & D-Finanzierungen schon oft behilfliche Imperial Finanzgruppe oder Österreich Werbung war das auch das gesamte Produktionsgeschäft der Lithographie- und Technikabteilung. Zu dieser Zeit bereitete sich das Unternehmen bereits auf einen im Jahr 2001 geplanten Börsengang vor. Dabei wollte sich das Unternehmen, das zu dieser Zeit nach eigenen Angaben über 400 Mitarbeiter verfügte, im Jahr 2001 an einer europäischen Börse platzieren und seinen Umsatz auf über 600 Millionen Schilling anheben. Gleichzeitig wollte man die Geschäftstätigkeit auch auf die deutschsprachigen Nachbarmärkte ausdehnen. Mit rund 30 Prozent wurde die Radda & Dressler-Gruppe, neben der Unternehmens Invest AG mit 25,01 Prozent, größter Einzelaktionär der ETM. Nach der Einbringung der R & D-Lifestyle-Medien wurde die ET Multimedia AG mit mehr als 500 Millionen Schilling Umsatz zur zweitgrößten Magazingruppe und insgesamt zum siebtgrößten Verlagsunternehmen Österreichs. Durch die Zusammenführung der zuvor klar getrennt geführten Gruppen sollte es zu einer gemeinsam günstigeren Produktion kommen. Gleichzeitig wurden der werbetreibenden Wirtschaft Kombinationsmöglichkeiten wie etwa Werbepackages über verschiedene Medien der Gruppe geboten.
Nachdem der Metro-Verlag Anfang Februar 2001 rückwirkend mit Stichtag 31. Dezember 2000 seine Zeitschriftentitel WIENERIN, WIENERIN youngworld und SKIP in eine eigene Gesellschaft, die D & Z Zeitschriftenverlags GmbH, abgespaltet hatte und nur mehr die Verlagsverwaltung sowie die Beteiligung am Wiener Privatradiosender 88.6 behielt, übernahm nur wenige Tage später die ET Multimedia die neugegründete Gesellschaft samt ihrer Zeitschriften. Im Gegenzug erhielten die Metro-Gesellschafter – die Finanzgesellschaft Deutsche Beteiligungs AG (DBAG) und die deutsche Schlott-Sebaldus-Gruppe, deren größter Einzelaktionär wiederum die DBAG war – Anteile der ET Multimedia AG. Die ETM sah nach der Übernahme die Einführung des Kinomagazins SKIP im gesamten deutschsprachigen Raum und den Aufbau einer Cross-Marketing- und Datenbasis rund um die Kernprodukte der Jugend- und Eventmagazine vor. Insgesamt erhielten die beiden deutschen Unternehmen rund 21 Prozent an ETM, woraufhin die R & D Holding AG 29 Prozent, die Schlott-Sebaldus-Gruppe 14 Prozent, die Unternehmens Invest AG 12 Prozent, die DBAG und die DBG Fonds III Gesellschaft je 7 Prozent und die Imperial Finanzgruppe 6 Prozent hielten; weitere 25 Prozent wurden von den Verlagsgründern, dem Management und den Mitarbeitern gehalten. Nachdem rund zweieinhalb Monate zuvor noch von einem geplanten Umsatz für das Jahr 2001 in Höhe von 600 Millionen Schilling die Rede war, plante man nach der Übernahme bereits mit 700 Millionen Schilling. Die D & Z Zeitschriftenverlags GmbH mit ihren Magazinsaktivitäten und die Lifestyle-Medien der ETM wurden daraufhin in einer neu gegründeten 100-Prozent-Tochter der ETM, der Lifestyle Zeitschriften GmbH, verschmolzen. Die beiden Geschäftsführer der neuen Verlags-Unit, Gerhard Koller und Albert Löcker, schätzten den kumulierten Umsatz allein dieser Unit für das Jahr 2001 auf rund 250 Millionen Schilling und planten in naher Zukunft auch neue Titel auf den Markt zu bringen. Mit 1. März 2001 wurde Michael Geringer als neuer Vorstandsvorsitzender der ET Multimedia AG öffentlich bekanntgegeben.
Noch im Jänner 2001 stand eine mögliche Kreuzbeteiligung zwischen der angeschlagenen Einzelhandelskette Libro und der ET Multimedia an der österreichischen Internetbuchhandlung lion.cc im Raum, kam in weiterer Folge jedoch nicht zustande. Im März 2001 ging Gate-to-Austria (www.gatetoaustria.com), eine Internetplattform für Betriebsansiedlungen und Gewerbeimmobilien, deren Technik von der ET Multimedia stammte, online. Im Mai 2001 gründete die ET Multimedia AG zusammen mit medienhaus + partner die PG The Corporate Publishing Group GmbH, die ausschließlich die Akquisition, Gestaltung und Produktion von gedruckten Unternehmensmedien als Unternehmensgegenstand hatte. Mit 49 Prozent stieg ET Multimedia, das bereits zu dieser Zeit am Online-Sektor tätig war, 2002 beim privaten österreichischen Musiksender gotv ein. Im gleichen Jahr stieg die Beteiligung sogar auf 90 Prozent. Im Frühjahr 2002 musste das von ETM miterrichtete Kultiplexx im Prater mit dessen Betreiberfirma, der Kaleidoskop Kultiplexx Entertainment GmbH, Konkurs anmelden. Ab dem 18. November 2002 erschien für kurze Zeit zweimal jährlich das Magazin WIENERIN Menstyle mit einer Auflage von 55.000 Stück. In diesem Jahr erzielte die ET Multimedia einen konsolidierten Umsatz von rund 40 Millionen Euro. Im Sommer 2003 ging City – Stadtzeitung für Wien an den St. Pöltener LW Verlag; die City Zeitschriften Verlag GmbH wurde dabei von der Sportzeitung Verlags-GmbH übernommen.
Im Jänner 2004 gab die Unternehmens Invest AG, die mittlerweile selbst 27 Prozent an der ETM hielt, den Einstieg der Styria Medien AG und des Medienmanagers Friedrich Radinger in einer Ad-hoc-Mitteilung bekannt. Radinger wurde zudem zum Vorstandsvorsitzenden ernannt. Die Styria sollte einen signifikanten Anteil an der ETM übernehmen, die neuen Aktionäre sollten jedoch vorerst mit einem Minderheitsanteil einsteigen. Horst Pirker, damals Vorstandsvorsitzender der Styria Medien AG und seit 2014 CEO und seit 2016 Mehrheitseigentümer der Verlagsgruppe News, gab dazu bekannt, dass die Styria eine qualifizierte Minderheitsbeteiligung – also mindestens 25,1 Prozent – anstrebe. Einem Letter of Intent zufolge stand auch die Einbringung von Medien durch die Styria in die ETM, etwa der Presse, mit der damit einhergehenden Erhöhung der Styria-Anteile im Raum, was jedoch erst einer kartellrechtlichen Genehmigung bedurfte. Zu dieser Zeit befanden sich rund 75 Prozent der Anteile im Besitz eines Finanzkonsortiums unter der Führung der UiAG mit ihren 27 Prozent. Laut Firmen-Compass lagen die restlichen Anteile bei der medianet AG, die das Wirtschaftsmagazin medianet vertreibt, sowie bei den Gründern, dem Management und den Mitarbeitern. Laut einem Bericht in Der Standard vom 11. Februar 2004 teilte sich die Eigentümerstruktur des Verlages wie folgt auf: Unternehmens Invest AG 27 Prozent, Imperial Kapitalbeteiligungsgesellschaft 20 Prozent, Radda & Dressler Holding AG 14 Prozent, Deutsche Beteiligungs AG 13 Prozent, Deutsche Beteiligungsgesellschaft Fond III GmbH 13 Prozent, Verlagsgründer/Management/Mitarbeiter 13 Prozent. Zur damaligen Zeit arbeitete man immer noch an einem etwaigen Börsengang, der jedoch nie zustande kam.
Im März 2004 erhielten mehreren Zeitungsredaktionen anonym versandte Unterlagen, die eine angeblich vor dem Kartellgericht verschwiegene Beteiligung der WAZ-Gruppe belegen sollten. Die Ermittlungen wegen des Verdachts des Prozessbetrugs wurden in weiterer Folge im Juni 2004 von der Staatsanwaltschaft Wien eingestellt. Im Laufe des Jahres 2004 hatten die Styria und ihr Partner und Manager bei der ET Multimedia, Friedrich Radinger, immer wieder ihr Interesse an Der Standard angemeldet. Mit 1. Juli 2004 kam es nach dem Abgang von Gerhard Koller zur Wien-Tochter Kabel TV Wien zu einem Wechsel in der Geschäftsführung der Lifestyle Zeitschriftenverlag GmbH; die Nachfolge trat der vom Sportmagazin Verlag (LW Verlag) kommende Erich Schönberg an. Mit 30. September 2004 verließ Albert Löcker, der bisherige kaufmännische Leiter der ET Multimedia AG und zweiter Geschäftsführer in der Lifestyle Zeitschriften Verlag GmbH, in der er für den Kinozeitschriftenbereich verantwortlich war, das Unternehmen. Im November 2004 brachte ETM das Hochglanzmagazin kunst.investor, das als Informationsquelle für potentielle Kunstinvestoren dienen sollte, auf den Markt. Als Herausgeber traten Andreas Dressler und Michael R. Minassian in Erscheinung; das Redaktionsteam bildete die Chefredakteurin Eva Komarek zusammen mit Heidi Aichinger und Christof Habres.

### Übernahme der Mehrheitsanteile durch die Styria
Anfang 2005 wurde beim Kartellgericht eine beabsichtigte Erhöhung der Beteiligung der Styria Medien AG an der ET Multimedia AG von bisher 16,8 % (bzw. 16,78 %) auf über 50 % angemeldet, woraufhin umfangreiche Ermittlungen seitens der Bundeswettbewerbsbehörde angestellt wurden. Berichten zufolge sollten sogar 75,2 % an Beteiligung angemeldet worden sein. Mit Februar 2002 ging das bisher fünfmal jährlich von ETM publizierte Diners Club Magazin im Zuge eines Management-Buy-outs an die neu gegründete MediaUnit Verlags GmbH und erschien ab Mai 2005 zudem als Onlineausgabe. Im Mai 2005 genehmigte das Kartellgericht den mehrheitlichen Einstieg der Styria bei ETM – unter Beachtung einiger Auflagen. Zu den Auflagen zählte auch die vollständige Trennung der Redaktionen von Die Presse und dem WirtschaftsBlatt; was eine Einbringung der Presse in die ETM – vorerst (die Auflage galt 5 Jahre) – unmöglich machte. Weiters wurde den Zeitungen für drei Jahre Auflagen im Anzeigenbereich vorgeschrieben. Im Mai 2005 wurde das von ETM herausgegebene Kochbuch Chefs – Österreichs Wirtschaftselite kocht auf präsentiert. Nach nicht einmal einem Jahr im Unternehmen verließ Schönberg nach gescheiterten Expansionsplänen die ETM wieder im Sommer 2005.
Im August 2005 wurde bekannt, dass die Styria Medien AG ihren Anteil an der ETM auf über 80 Prozent aufstockt und die operative Führung übernimmt. Vorangegangen war der Ausstieg von drei Gesellschaftern, die gemeinsam rund 60 Prozent an der ETM hielten. Das waren die Imperial Finanzgruppe mit eigenen Angaben zufolge 16,3 Prozent, die Unternehmens Invest AG mit 22,7 Prozent und die DBAG gemeinsam mit ihrem Parallelfonds mit 21,3 Prozent. Die restlichen Anteile lagen weiterhin bei der medianet AG und Kleinaktionären. Insgesamt hielt die Styria zu dieser Zeit über 88 Prozent an der ETM und plante bereits Angebote für die restlichen Prozent des Unternehmens an die verbliebenen Aktionäre. Nach der Übernahme durch die Styria kam es zu einer Reihe von Führungswechseln in der ETM. So schied etwa Chris Radda nach dem Verkauf seiner Anteile wie geplant aus; ebenso legte der Finanzvorstand Dieter Seidl, von 2000 bis 2006 auch Geschäftsführer der Programmzeitschrift tele, sein Mandat zurück. Das neue Vorstandsduo wurde der damals 55-jährige Hans Gasser, der davor unter anderem Geschäftsführer des Süddeutschen Verlags war, und der 31-jährige Jurist Michael Tillian. Während Gasser als Vorstandsvorsitzender die Markenführung, die Anzeigen- und Lesermärkte sowie die Redaktionen verantwortete, übernahm Tillian die Bereiche Finanzen, Recht, Beteiligungen, Organisationen und Infrastruktur. Weitere Um- und Neubesetzungen waren zudem in den Geschäftsführungen und Chefredaktionen geplant. Im Zuge der Mehrheitsübernahme durch die Styria fand noch Ende des Jahres 2005 eine Umfirmierung der ETM statt; aus der ET Multimedia AG wurde nach Beschluss des Aufsichtsrates und der Hauptversammlung die styria.MULTI MEDIA AG. Neben dem neuen Namen und dem neuen Logo kam es auch zu einigen Veränderungen im Aufsichtsrat, dessen Vorsitz der damalige Styria-Chef Horst Pirker übernahm. Ebenso kam es zu einigen Neubesetzungen im Aufsichtsrat der WirtschaftsBlatt Verlag AG.

### Joint Venture mit der Verlagsgruppe Sportmagazin
Ende April 2007 kam es zu einem Joint Venture der Styria Medien AG und der Styria Multi Media AG auf der einen Seite und der 1989 gegründeten Wiener Verlagsgruppe Sportmagazin, die unter anderem das Sportmagazin (bis 2018) herausbrachte, auf der anderen Seite. Dafür musste die Fusion der Magazinaktivitäten bei der Bundeswettbewerbsbehörde angemeldet werden und auf eine Freigabe des Kartellgerichts gewartet werden. Das Joint Venture der beiden Verlagsgruppen firmierte fortan unter einem neuen Namen und unterhielt weiterhin zwei Standorte in Wien sowie jeweils einen Standort in Graz und Klagenfurt. Im Zuge des Joint Ventures erfolgte auch die Gründung einer Holdinggesellschaft mit Sitz in Wien, die vom Sportmagazin-Gründer Herbert Pinzolits als Vorstandsvorsitzender und Leiter der Ressorts Redaktionen, Anzeigenverkauf, Produktion, Marketing/Werbung, Online und Produktentwicklung, sowie dem Juristen Michael Tillian als Vorstand und Leiter der Ressorts Vertrieb/Lesermarketing, Finanzen, Personal, IT, Recht und Akquisitionen/Beteiligungsmanagement gleichberechtigt geführt wurde. Nach dem Rückzug von Pinzolits aus dem operativen Magazingeschäft und dem Wechsel in den Aufsichtsrat der Styria-Magazingruppe stockte die Styria ihren Hälfteanteil an der Magazin-Verlagsgruppe styria.MULTI MEDIA auf 76 Prozent auf. Die Vorstandsressorts von Pinzolits gingen zur Gänze an Tillian, der damit für die kompletten verlegerischen Bereiche verantwortlich war. Tillian schied im Herbst 2009 aus dem Vorstand der styria.MULTI MEDIA und stieg daraufhin als Rechtsanwalt und Manager bei der DLA Piper Weiss-Tessbach ein. Mit dem Verkauf der letzten 24 Prozent aus der Mambo Privatstiftung von Herbert Pinzolits an die nunmehrige Styria Media Group AG Anfang des Jahres 2008 hatte diese nun die komplette Übernahme der styria.MULTI MEDIA abgeschlossen. 2015 kam es schließlich zur Reorganisation der styria.MULTI MEDIA und der Ausgliederung in verschiedene GmbHs.